# Synthecium marginatum
Synthecium marginatum is een hydroïdpoliep uit de familie Syntheciidae. De poliep komt uit het geslacht Synthecium. Synthecium marginatum werd in 1877 voor het eerst wetenschappelijk beschreven door Allman. 